# Birgitta-Festival

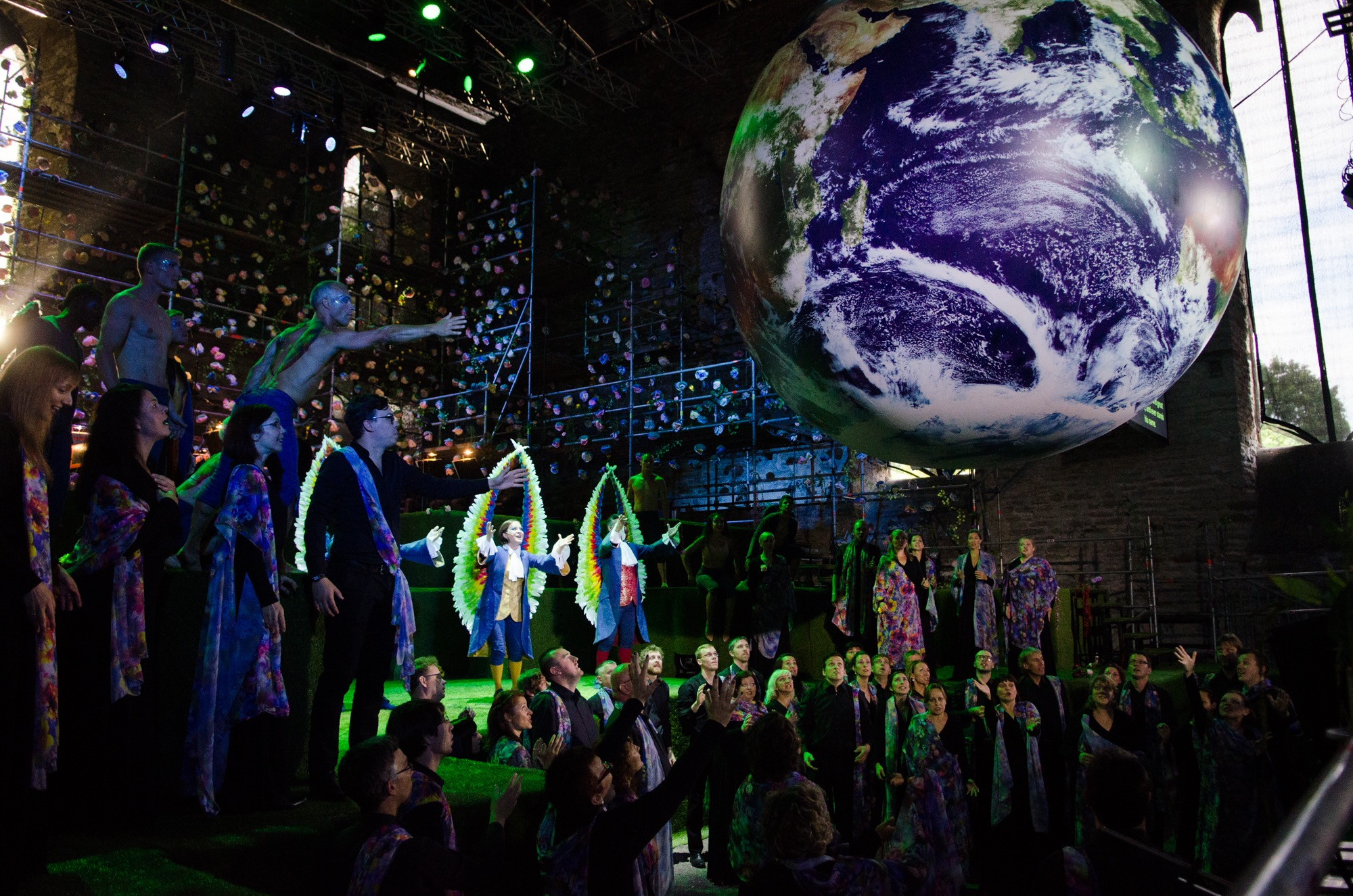
Birgitta-Festival 2015

Das Birgitta-Festival ist ein seit 2005 alljährlich in der Hauptstadt Estlands Tallinn stattfindendes Musikfestival.
Das Festival wird von der Philharmonie Tallinn unter der Leitung des estnischen Dirigenten Eri Klas durchgeführt. Aufführungsort ist die Ruine des gotischen Birgitta-Klosters in dem nordöstlichen Vorort Tallinns Pirita.
Zu den ausländischen Gästen des Birgitta-Festivals gehört seit 2005 die Moskauer Helikon-Oper, die 2014 die Oper Un ballo in maschera aufführte. Die russische Sängerin Elwira Chochlowa war 2008 Gast des Festivals.